# 有限可換群上の調和解析
数学において有限可換群上の調和解析（ゆうげんかかんぐんじょうのちょうわかいせき、仏: analyse harmonique sur un groupe abélien fini）とは有限可換群の上で行う調和解析のこと。
調和解析において定義されるフーリエ変換や畳み込みの概念はプランシュレルの定理・パーセバルの等式・ポントリャーギン双対など多くの定理の枠組みである。群が有限で可換となる場合は理論が極めて単純となる。フーリエ変換は有限和となり、双対群はもとの群と同型になる。有限可換群上の調和解析は特に合同算術や情報理論において多くの応用がある。

## 背景
この記事では G は位数 g の可換群、C は複素数体、複素数 z に対して z は複素共役とする。

### 関数空間
群 G 上の複素関数からなる集合 CG 上において以下の構造を考える。
- 各点ごとの和とスカラー倍により集合 CG は g 次元複素線型空間となり、標準基底は (δs)s ∈ G （ただし δs はデルタ関数を表す）で与えられる。関数 f の標準基底に関する座標は f(s) であり、これを fs とも書く。

- 線型空間 CG には自然なエルミート内積が

{\displaystyle \langle f|h\rangle ={\frac {1}{g}}\sum _{s}{\bar {f}}(s)h(s)}
により定義される。このエルミート内積は線型空間 CG にエルミート空間の構造を与え、これを ℓ2(G) と書く。
- 線型空間 CG には畳み込みと呼ばれる積が

{\displaystyle {\bigg (}\sum _{s}a_{s}\delta _{s}{\bigg )}*{\bigg (}\sum _{t}b_{t}\delta _{t}{\bigg )}=\sum _{s,t}a_{s}b_{t}\delta _{s+t}}
により定義される。この積は群の積を δs * δt = δs + t のように延長した演算になっている。畳み込みは線型空間 CG に C 多元環の構造を与える。これを有限群 G の群多元環と呼び、C[G] と書く。

### 双対群
群 G から単数群 C* への準同型写像を G の指標と呼び、G の指標が各点ごとの積によりなす群  を双対群と呼ぶ。
乗法群  は加法群 G と（自然ではないが）同型となる。双対群  は線型空間 CG に含まれ、エルミート空間 ℓ2(G) の正規直交基底をなす。この事実は線型空間 CG 上のエルミート内積の選び方を正当化する。任意の有限可換群は二重双対（双対の双対）と自然同型であり、この性質を一般にポントリャーギン双対性という。

## 調和解析の理論

### パーセバルの等式
エルミート空間 ℓ2(G) に属する元 a を正規直交基底  に関して
{\displaystyle a=\sum _{\chi }a_{\chi }\chi \qquad {\bigg (}a_{\chi }=\langle \chi |a\rangle ={\frac {1}{g}}\sum _{s}{\bar {\chi }}(s)a(s){\bigg )}}
と展開したときパーセバルの等式
{\displaystyle \|a\|^{2}=\sum _{\chi }|a_{\chi }|^{2}}
が成り立つ。

### フーリエ変換
エルミート空間 ℓ2(G) に属する元 a のフーリエ変換は
{\displaystyle {\hat {a}}(\chi )=ga_{\chi }=\sum _{s}{\bar {\chi }}(s)a(s)}
により定義される関数  :  → C である。フーリエ変換  : ℓ2(G) → CG は全単射であることが空間の次元比較とプランシュレルの定理からわかる。

### 畳み込み
フーリエ変換の定義で aχ の g 倍を選んだことにより畳み込みとの整合性が得られる。
群多元環 C[G] に属する元 a, b に対して畳み込み a * b のフーリエ変換はフーリエ変換 ,  の積と一致する。つまり
{\displaystyle {\widehat {a*b}}={\hat {a}}{\hat {b}}}
が成り立つ。

### パーセバルの定理
全単射  : ℓ2(G) → C がエルミート空間の同型となるため線型空間 C 上のエルミート内積を (gδχ)χ ∈  が正規直交基底となるように
{\displaystyle \langle f|h\rangle ={\frac {1}{g^{2}}}\sum _{\chi }{\bar {f}}(\chi )h(\chi )}
と定める。このエルミート内積は  上の質量 1/g のハール測度に対応し、エルミート空間 ℓ2(G) の定義で導入されたエルミート内積は G 上の質量 1 のハール測度に対応していることに注意する。ここで ℓ2() は線型空間 C に上のエルミート内積を備えたものとする。
フーリエ変換
{\displaystyle {\hat {}}\colon \ell ^{2}(G)\to \ell ^{2}({\hat {G}})}
はエルミート空間の同型である。特に
{\displaystyle \langle {\hat {a}}|{\hat {b}}\rangle _{\ell ^{2}({\hat {G}})}=\langle a|b\rangle _{\ell ^{2}(G)}}
が成り立つ。

### 直交部分群
群 G の部分群 H に対し、H の直交部分群 H⊥ とは H を核に含む指標からなる  の部分群を表す。
同型定理から
- H⊥ は商群 G/H の双対と同型である。
- 商群 /H⊥ は  と同型である。

上の主張は単数群 C* の可除性より得られる完全列
{\displaystyle 0\to {\widehat {G/H}}\to {\hat {G}}\to {\hat {H}}\to 0}
からもわかる。

### ポアソンの和公式
群 G の位数 h の部分群 H をとる。エルミート空間 ℓ2(G) に属する任意の元 a に対してポアソンの和公式
{\displaystyle g\sum _{s\in H}a(s)=h\sum _{\chi \in H^{\perp }}{\hat {a}}(\chi )}
が成り立つ。

## 応用

### 合同算術
歴史的には算術において初めて指標が使われた。ルジャンドル記号は指標の例のひとつであり、これは有限体 Fp = Z/pZ の単数群上で定義されている。ここで Z は整数環であり、p は奇素数である。
これはガウス和やガウス周期の計算に使われた。ルジャンドル記号は平方剰余の相互法則を証明する基礎である。

### ルジャンドル記号
以下 p は奇素数とする。ルジャンドル記号 {\displaystyle \left({\frac {a}{p}}\right)} は整数 a に対して、a が p の倍数のとき 0 を対応させ、a が p の倍数でない数の平方と p を法として合同であるとき 1 を対応させ、そうでなければ −1 を対応させる関数である。
ルジャンドル記号の単数群 Fp* 上での値は ±1 に値を取る指標と対応する。
実際、ルジャンドル記号は Z 上で定義されているが、p を法とした剰余類上では一定なので Fp の単数群上で矛盾なく定義できる。ルジャンドル記号はディリクレ指標なので単数群上で ±1 に値を取る群準同型を定める。

## この内容を扱っている文献例
- Audrey Terras (1999): Fourier Analysis on Finite Groups and Applications, London Mathematical Society, Cambridge Univ. Press, ISBN 978-0-521-45718-7.
- David K. Maslen and Daniel N. Rockmore: The Cooley-Tukey FFT and Group Theory, Notices of the AMS, (Nov, 2001), Vol.48, No.10, pp.1151-1161.
- David K. Maslen and Daniel N. Rockmore: The Cooley-Tukey FFT and Group Theory, Modern Signal Processing, MSRI Publications, Vol.46,(2003), pp.281-300.
- Rockmore, D.N. (2004). Recent Progress and Applications in Group FFTs. In: Byrnes, J. (eds) Computational Noncommutative Algebra and Applications. NATO Science Series II: Mathematics, Physics and Chemistry, Vol.136, Springer, ISBN 978-1-4020-1982-1.